# Réseau routier du Loiret
Le réseau routier du Loiret est l'ensemble des voies de circulation terrestres permettant le transport par véhicules routiers, et en particulier, les véhicules motorisés (automobiles, motos, autocars, poids lourds...), sur le territoire du département du Loiret.
Au 31 décembre 2013, la longueur totale du réseau routier du département du Loiret est de 11 440 kilomètres, se répartissant en 266 kilomètres d'autoroutes, 0 kilomètre de route nationale, 3 638 kilomètres de routes départementales et 7 536 kilomètres de voies communales.

## Histoire

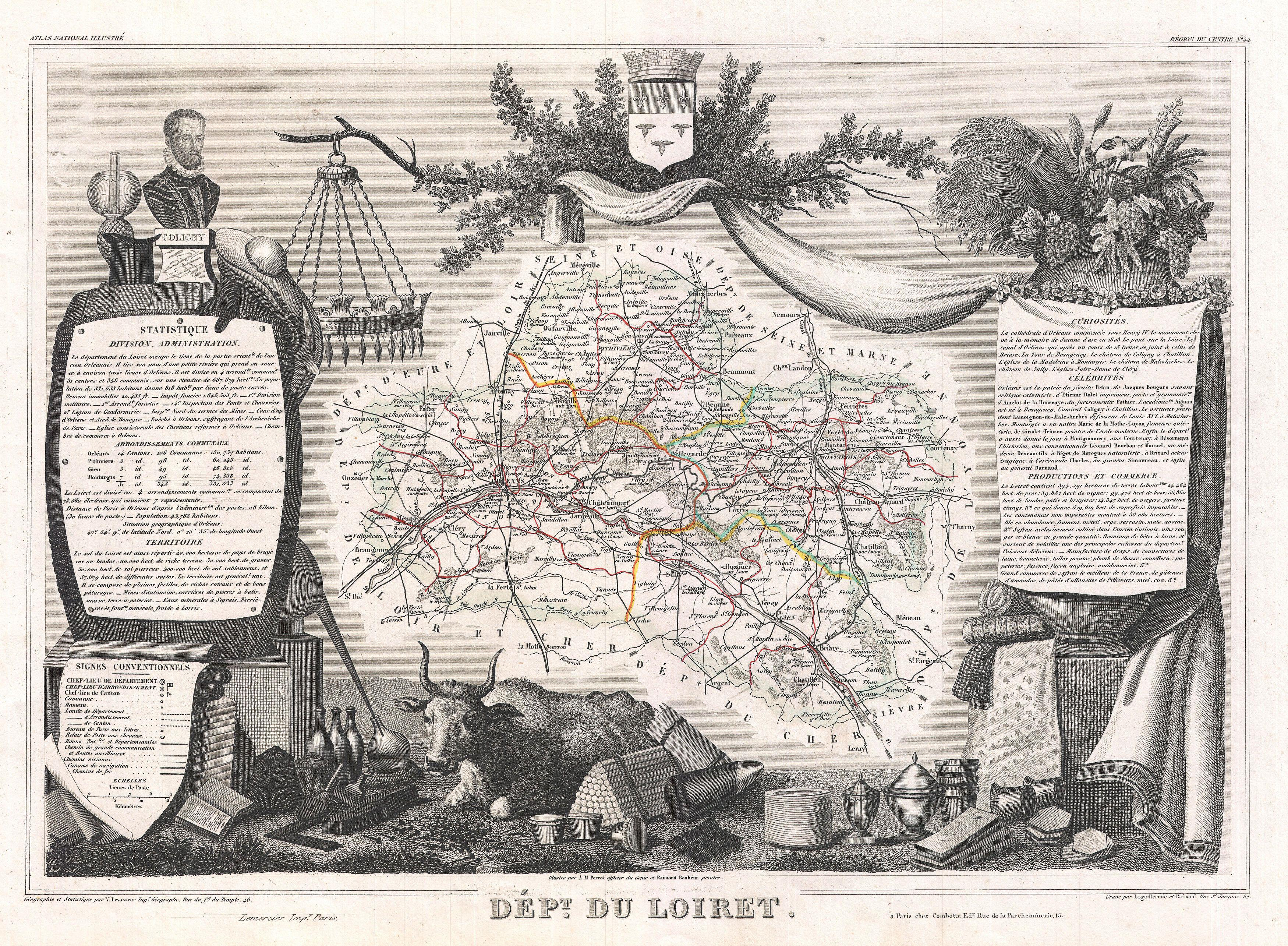
Carte Levasseur du département du Loiret (1852)

### XVIIIesiècle
De 1750 à 1784, l’ensemble du réseau routier est pour la première fois cartographié à grande échelle (au 86 400e) et de manière complète par Cassini de Thury, à la demande de Louis XV. Ces cartes sont d’une grande richesse toponymique, mais d’une grande pauvreté quant à la figuration du relief et de l’altimétrie. De même les chemins secondaires sont rarement représentés, du fait d’une part de leur état médiocre, d’autre part de leur faible importance économique.

### XIXesiècle
L’Atlas national illustré réalisé par Victor Levasseur est un précieux témoignage du XIXe siècle, les cartes coloriées à la main sont entourées de gravures indiquant statistiques, notes historiques et illustrations caractéristiques des départements. Sur ces cartes sont représentées les routes, voies ferrées et voies d'eau. Par ailleurs, les départements sont divisés en arrondissements, cantons et communes.

### XXesiècle

#### Réforme de 1930
Devant l'état très dégradé du réseau routier au lendemain de la Première Guerre mondiale et l'explosion de l'industrie automobile, l'État, constatant l'incapacité des collectivités territoriales à remettre en état le réseau routier pour répondre aux attentes des usagers, décide d'en prendre en charge une partie. L'article 146 de la loi de finances du 16 avril 1930 prévoit ainsi le classement d'une longueur de l'ordre de 40 000 kilomètres de routes départementales dans le domaine public routier national.
En ce qui concerne le département du Loiret, ce classement devient effectif à la suite du décret du 6 juin 1931.

#### Réforme de 1972
En 1972, un mouvement inverse est décidé par l'État. La loi de finances du 29 décembre 1971 prévoit le transfert dans la voirie départementale de près de 53 000 kilomètres de routes nationales. Le but poursuivi est :
- d'obtenir une meilleure responsabilité entre l'État et les collectivités locales en fonction de l'intérêt économique des différents réseaux,
- de permettre à l'État de concentrer ses efforts sur les principales liaisons d'intérêt national,
- d'accroître les responsabilités des assemblées départementales dans le sens de la décentralisation souhaitée par le gouvernement,
- d'assurer une meilleure gestion et une meilleure programmation de l'ensemble des voies.

Le transfert s'est opéré par vagues et par l'intermédiaire de plusieurs décrets publiés au Journal officiel. Après concertation, la très grande majorité des départements a accepté le transfert qui s'est opéré dès 1972. En ce qui concerne le département du Loiret, le transfert est acté avec un arrêté interministériel du 22 décembre 1972.
| Route nationale | Descriptif de l'itinéraire avant déclassement | Section déclassée dans le département du Loiret                                                                                    | Longueur                 | Reclassée en |
| --------------- | --- | --- | ------------------------ | --- |
| RN 20 a         | La RN 20 reliait historiquement Paris à l'Espagne via les villes suivantes : Étampes - Orléans - Vierzon - Châteauroux - Limoges - Brive-la-Gaillarde - Cahors - Montauban - Toulouse - Foix - Bourg-Madame - Espagne. | Ex R. N. 20, dans la traverse d'Orléans : P. K 28,300 au PK 29,834                                                                 | 1,534                    | RD 920 |
| RN 65           | À sa création, en 1824, la RN 65 succède à la Route impériale 83 et relie Neufchâteau à Bonny-sur-Loire. | Sur toute sa longueur : PK 0,000 au PK 9,040                                                                                       | 9,040                    | RD 965 |
| RN 140          | À sa création, en 1824, la RN 140 succède à la Route impériale 160 et relie Uzerche à Montargis (jonction avec la RN7 au droit de Boismorand). En 1828, l'itinéraire est étendu à Figeac-Montargis.                    | Sur toute sa longueur : PK 0,000 au PK 30,337                                                                                      | 30,337                   | RD 940 |
| RN 152          | À sa création, en 1824, la RN 152 succède à la Route impériale 172 et relie Briare à Angers par la rive droite de la Loire.                                                                                            | Entre la R. N. 7 à Briare et la R. N. 60 à Châteauneuf-sur-Loire : PK 0,000 au PK 47,774.                                          | 47,774                   | La route est déclassée en RD 952 entre Briare et Châteauneuf-sur-Loire et maintenue dans le réseau routier national entre Châteauneuf-sur-Loire et Orléans, où elle est réattribuée à la RN60 par continuité. En contrepartie, elle récupère l'ancienne section de la RN 51 entre Orléans et Fontainebleau. |
| RN 155          | À sa création, en 1824, la RN 155 succède à la Route impériale 175 et relie Orléans à Saint-Malo par Alençon. | Entre la R. N. 826 et le département d'Eure-et-Loir : PK 8,800 au PK 31,835                                                        | 23,461(longueur réelle)  | RD 955 |
| RN 375          | À sa création, en 1933, la RN 375 est définie comme la route de Châteauneuf-sur-Loire à Montmirail, le trajet entre Châteauneuf-sur-Loire et Bellegarde se faisant via la N60.                                         | Sur toute sa longueur : PK 0,000 au PK 15,967                                                                                      | 15,967                   | RD 975 |
| RN 443          | La RN 443 est créée en 1933 et définie comme la route de Montargis à Brienne-le-Château par Saint-Florentin. | Sur toute sa longueur: PK 0,000 au P. K 29,655                                                                                     | 29,646 (longueur réelle) | RD 943 |
| RN 448          | La RN 448 est créée en 1933 et définie comme la route de Villeneuve-Saint-Georges à Argent-sur-Sauldre par Malesherbes.                                                                                                | Sur toute sa longueur : PK 0,000 au PK 53,837                                                                                      | 53,807                   | RD 948 |
| RN 449          | La RN 449 est créée en 1933 et définie comme la route d'Arpajon à Malesherbes. | Sur toute sa longueur: PK 0,000 au PK 3,557                                                                                        | 3,557                    | RD 949 |
| RN 450          | La RN 450 est créée en 1933 et définie comme la route de Pithiviers à Avallon. | Sur toute sa longueur : PK 0,000 au PK 28,146                                                                                      | 28,146                   | RD 950 |
| RN 451          | La RN 451 est créée en 1933 et définie comme la route de Montargis à Sully-sur-Loire. | Sur toute sa longueur : PK 0,000 au PK 32,650                                                                                      | 32,65                    | RD 961 |
| RN 721          | La RN 721 est créée en 1933 et définie comme la route d'Étampes à La Ferté-Saint-Aubin par Pithiviers et Jargeau. | Entre le département de l'Essonne et la R. N. 152 : PK 0,000 au PK 54,155, et entre la RN 751 et la RN 20 : PK 55,050 au PK 77,085 | 76,16                    | RD 921 |
| RN 722          | La RN 722 est créée en 1933 et relie La Ferté-Saint-Aubin à Vatan. | Sur toute sa longueur; PK 0,000 au PK 4,812                                                                                        | 4,812                    | RD 922 |
| RN 726          | La RN 726 est créée en 1933 et définie comme la route de Bonny-sur-Loire à Mézières-en-Brenne par Vierzon. | Sur toute sa longueur: PK 0,000 au PK 7,129                                                                                        | 7,129                    | RD 926 |
| RN 751          | La RN 751 est créée en 1933 et définie comme la route de Cosne à la pointe de Saint-Gildas par la rive gauche de la Loire.                                                                                             | Sur toute sa longueur: PK 0,000 au PK 117,347                                                                                      | 117,347                  | RD 951 |
| RN 817          | La RN 817 est créée en 1933 et définie comme la route d'Orléans à Baugé par Vendôme. D'Orléans à Beaugency, on empruntait la RN152.                                                                                    | Sur toute sa longueur ; PK 0,000 au PK 5,106                                                                                       | 5,106                    | RD 917 |
| RN 825          | La RN 825 est créée en 1933 et définie comme la route de Châteaudun à Romorantin par Beaugency. | Sur toute sa longueur : PK 0,000 au PK 13,851                                                                                      | 13,851                   | RD 925 |
| RN 827          | La RN 827 est créée en 1933 et définie comme la route de Pithiviers au Mans par Châteaudun. | Sur toute sa longueur : PK 0,000 au PK 22,600                                                                                      | 22,6                     | RD 927 |
| RN 835          | La RN 835 est créée en 1933 et définie comme la route de Chartres à Orléans par Patay. | Sur toute sa longueur : PK 0,000 au PK 8,279                                                                                       | 8,279                    | RD 935 |

### XXIesiècle

#### Réforme de 2005

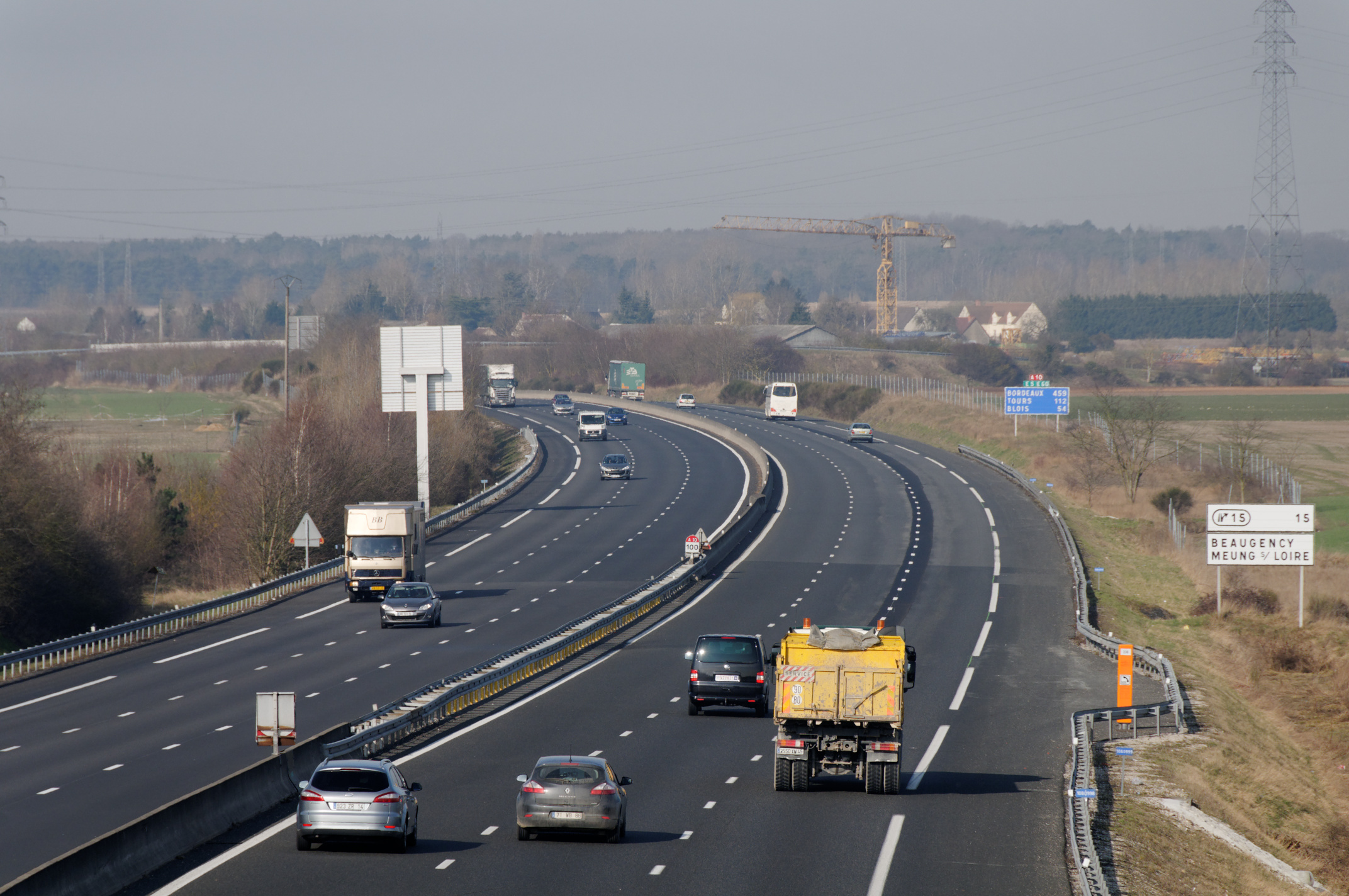
L'autoroute A10 à Orléans

Une nouvelle vague de transferts de routes nationales vers les départements intervient avec la loi du 13 août 2004 relative aux libertés et responsabilités locales, un des actes législatifs entrant dans le cadre des actes II de la décentralisation où un grand nombre de compétences de l'État ont été transférées aux collectivités locales. Dans le domaine des transports, certaines parties des routes nationales sont transférées aux départements et, pour une infime partie, aux communes (les routes n'assurant des liaisons d'intérêt départemental).
Le décret en Conseil d’État définissant le domaine routier national prévoit ainsi que l’État conserve la propriété de 8 000 kilomètres d’autoroutes concédées et de 11 800 kilomètres de routes nationales et autoroutes non concédées et qu'il cède aux départements un réseau de 18 000 kilomètres.
Dans le département du Loiret, le transfert est décidé par arrêté préfectoral signé le 22 décembre 2005. 354 kilomètres de routes nationales sont déclassées. La longueur du réseau routier national dans le département passe ainsi de 354 kilomètres en 2004 à 0 en 2006 pendant que celle du réseau départemental s'accroît de 3 233 à 3 597 kilomètres.
| Route nationale | Descriptif de l'itinéraire avant déclassement | Section déclassée dans le département du Loiret                              | Longueur | Reclassée en |
| --------------- | --- | ---------------------------------------------------------------------------- | -------- | ------------ |
| RN 7            | La RN 7 reliait historiquement Paris à Menton via la Vallée de la Loire, l'Ouest de la Bourgogne, le Nord-Est de l'Auvergne, Lyon, la Vallée du Rhône, le Massif de l'Esterel et la Côte d'Azur. | Limite Seine-et-Marne à Limite Nièvre : PR 0+0 à 73+1262                     | 74,103   | RD 2007      |
| RN 20           | La RN 20 reliait historiquement Paris à l'Espagne via les villes suivantes : Étampes - Orléans - Vierzon - Châteauroux - Limoges - Brive-la-Gaillarde - Cahors - Montauban - Toulouse - Foix - Bourg-Madame - Espagne | Limite Eure-et-Loir à Limite Eure-et-Loir : PR 0+0 à 2+1237                  | 3,529    | RD 2020      |
| RN 20           | La RN 20 reliait historiquement Paris à l'Espagne via les villes suivantes : Étampes - Orléans - Vierzon - Châteauroux - Limoges - Brive-la-Gaillarde - Cahors - Montauban - Toulouse - Foix - Bourg-Madame - Espagne | Limite Eure-et-Loir à limite Loir-et-Cher : PR 3+0 à 56+892                  | 54,725   | RD 2020      |
| RN 60           | À sa création, en 1824, la RN 152 succède à la Route impériale 172 et relie Briare à Angers par la rive droite de la Loire. | Limite Yonne à RN 7 Amilly : PR 0+0 à 27+1254                                | 28,483   | RD 2060      |
| RN 60           | À sa création, en 1824, la RN 152 succède à la Route impériale 172 et relie Briare à Angers par la rive droite de la Loire. | RN 7 Amilly à Tangentielle Est Orléans : PR à 28+0 94+527                    | 66,772   | RD 2060      |
| RN 152          | À sa création, en 1824, la RN 152 succède à la Route impériale 172 et relie Briare à Angers par la rive droite de la Loire | Limite Seine-et-Marne à N2152 Saint-Jean-de-Braye : PR 0+0 à 57+1310         | 58,364   | RD 2152      |
| RN 152          | À sa création, en 1824, la RN 152 succède à la Route impériale 172 et relie Briare à Angers par la rive droite de la Loire | N2152 Saint Jean de Braye Limite Loir et Cher : PR 58+0 à 89+973             | 33,379   | RD 2152      |
| RN 154          | À sa création, en 1824, la RN 154 succède à la Route impériale 174 et relie Orléans à Rouen. Elle s'embranche à Artenay, au-delà d'Orléans, sur la route no 20, de Paris à Toulouse, et joint, au Pont-de-l'Arche, la route no 182, de Mantes à Rouen. | N20 Artenay à limite Eure-et-Loir : PR 0+0 à 1+464                           | 1,016    | RD 2154      |
| RN 157          | À sa création, en 1824, la RN 177 succède à la Route impériale 174 et relie Blois à Laval. | N20 Orléans à N2157 Ormes : PR 0+0 à 6+1107                                  | 7,435    | RD 2157      |
| RN 157          | À sa création, en 1824, la RN 177 succède à la Route impériale 174 et relie Blois à Laval. | N2157 Ormes à limite Loir et Cher : PR 7+0 à 26+1372                         | 19,877   | RD 2157      |
| RN 271          | La RN 271 désigne le tronçon de route raccordant l'ancienne RN 20 à l'autoroute A71 au droit du diffuseur d'Olivet. Elle est déclarée d'utilité publique le 16 août 1976 et mise en service le 2 janvier 1980, peu avant la section adjacente de l'A71. Le quart-échangeur d'Olivet ne sera que partiellement complété qu'en l'an 2000, par l'ajout d'une bretelle de sortie depuis la RN20. | A71 Olivet à N20 Olivet : PR 0+0 à 2+1103                                    | 3,004    | RD 2271      |
| RN 552          | La RN 552 désigne la courte liaison entre Saint-Jean-de-la-Ruelle et La Chapelle-Saint-Mesmin (RN152), à l'ouest d'Orléans. | N152 la Chapelle-Saint-Mesmin à Tangentielle Ouest Orléans : PR 0+0 à 1+1008 | 2,015    | RD 2552      |
| RN 460          | La RN 460 désigne l'ancien tracé de la N60 entre Orléans et Châteauneuf-sur-Loire. | RD952 Châteauneuf-sur-Loire à D960 Châteauneuf-sur-Loire : PR 70+0 à 72+756  | 2,199    | RD 960       |
| RN 2007         | La RN 2007 désigne l'ancien tracé de la N7 constituant la déviation de Briare. | D952 Briare à D957 Briare : PR 58+0 à 59+698                                 | 1,698    | RD 2007      |
| RN 2060         | La RN 2060 désigne la liaison Bellegarde - Saint-Maurice-sur-Fessard mise en service le 4 mars 2002. | N60 Saint-Maurice-sur-Fessard à N60 Bellegarde : PR 35+0 à 53+612            | 18,194   | RD 2060      |
| RN 2152         | La RN 2152 désigne la rue du Faubourg de Bourgogne dans la commune de Saint-Jean-de-Braye. | N152 Saint-Jean-de-Brayeà N152 Saint Jean de Braye : PR 57+0 à 57+300        | 0,300    | RD 960       |
| RN 2157         | La RN 2157 désigne l'ancien tracé de la RN157 entre Ormes et Orléans. | N157 Ormes à N157 Ormes : PR 6+0 à 6+710                                     | 0,71     | RD 2157      |

## Caractéristiques

### Consistance du réseau
Le réseau routier comprend cinq catégories de voies : les autoroutes et routes nationales appartenant au domaine public routier national et gérées par l'État, les routes départementales appartenant au domaine public routier départemental et gérées par le Conseil général du Loiret et les voies communales et chemins ruraux appartenant respectivement aux domaines public et privé des communes et gérées par les municipalités. Le linéaire de routes par catégories peut évoluer avec la création de routes nouvelles ou par transferts de domanialité entre catégories par classement ou déclassement, lorsque les fonctionnalités de la route ne correspondent plus à celle attendues d'une route de la catégorie dans laquelle elle est classée. Ces transferts peuvent aussi résulter d'une démarche globale de transfert de compétences d'une collectivité vers une autre.
Au 31 décembre 2011, la longueur totale du réseau routier du département du Loiret est de 11 311 kilomètres, se répartissant en 265 kilomètres d'autoroutes, 0 kilomètres de routes nationales, 3 642 kilomètres de routes départementales et 7 404 kilomètres de voies communales.
Il occupe ainsi le 50e rang au niveau national sur les 96 départements métropolitains quant à sa longueur et le 70e quant à sa densité avec 1,7 kilomètre par kilomètre carré de territoire.
Trois grandes réformes ont contribué à faire évoluer notablement cette répartition : 1930, 1972 et 2005.
L'évolution du réseau routier entre 2002 et 2014 est donnée dans le tableau ci-après.

Principaux axes routiers du Loiret (avant la mise en service de l'autoroute A19)

| Catégorie de route     | 2002   | 2003   | 2004   | 2005   | 2006   | 2007   | 2008   | 2009   | 2010   | 2011   | 2012   | 2013   | 2014                        |
| ---------------------- | ------ | ------ | ------ | ------ | ------ | ------ | ------ | ------ | ------ | ------ | ------ | ------ | --------------------------- |
| Autoroutes             | 169    | 169    | 169    | 169    | 166    | 167    | 167    | 266    | 266    | 266    | 266    | 266    | 266                         |
| Routes nationales      | 355    | 355    | 354    | 0      | 0      | 0      | 0      | 0      | 0      | 0      | 0      | 0      | 0                           |
| Routes départementales | 3 224  | 3 234  | 3 233  | 3 220  | 3 597  | 3 631  | 3 637  | 3 637  | 3 633  | 3 642  | 3 650  | 3 638  | 3 638                       |
| Voies communales       | 6 694  | 6 781  | 6 831  | 6 880  | 6 982  | 7 196  | 7 196  | 7 330  | 7 404  | 7 404  | 7 519  | 7 536  | nd                          |
| TOTAL                  | 10 442 | 10 539 | 10 587 | 10 269 | 10 745 | 10 994 | 11 000 | 11 233 | 11 303 | 11 311 | 11 435 | 11 440 | 11 440 (avec total VC 2013) |

## Réalisations ou événements récents
Cette section a pour objet de recenser les événements marquants concernant le domaine de la Route dans le département du Loiret depuis 1990. Seront ainsi citées les déclarations d’utilité publique, les débuts de travaux et les mises en service. Seuls les ouvrages les plus importants soit par leur coût soit par leur impact (déviation de bourgs) seront pris en compte. De même il est souhaitable de ne pas recenser les projets qui n’ont pas encore fait l’objet d’une utilité publique.